# Larroque-Engalin
Larroque-Engalin is een gemeente in het Franse departement Gers (regio Occitanie) en telt 51 inwoners (2009). De plaats maakt deel uit van het arrondissement Condom.

## Geografie
De oppervlakte van Larroque-Engalin bedraagt 5,9 km², de bevolkingsdichtheid is dus 8,6 inwoners per km².
De onderstaande kaart toont de ligging van Larroque-Engalin met de belangrijkste infrastructuur en aangrenzende gemeenten.

## Demografie
Onderstaande figuur toont het verloop van het inwonertal (bron: INSEE-tellingen).